# Solivomer arenidens
Solivomer arenidens és una espècie de peix pertanyent a la família dels neoscopèlids i l'única del gènere Solivomer.

## Hàbitat
És un peix marí i bentopelàgic que viu fins als 1.413 m de fondària.

## Distribució geogràfica
Es troba al Pacífic occidental central: les illes Filipines.

## Observacions
És inofensiu per als humans.